# Кравинкель
Кравинкель (нем. Crawinkel) — община в Германии, в земле Тюрингия.
Входит в состав района Гота. Население составляет 1563 человека (на 31 декабря 2010 года). Занимает площадь 25,27 км².

## Города-побратимы

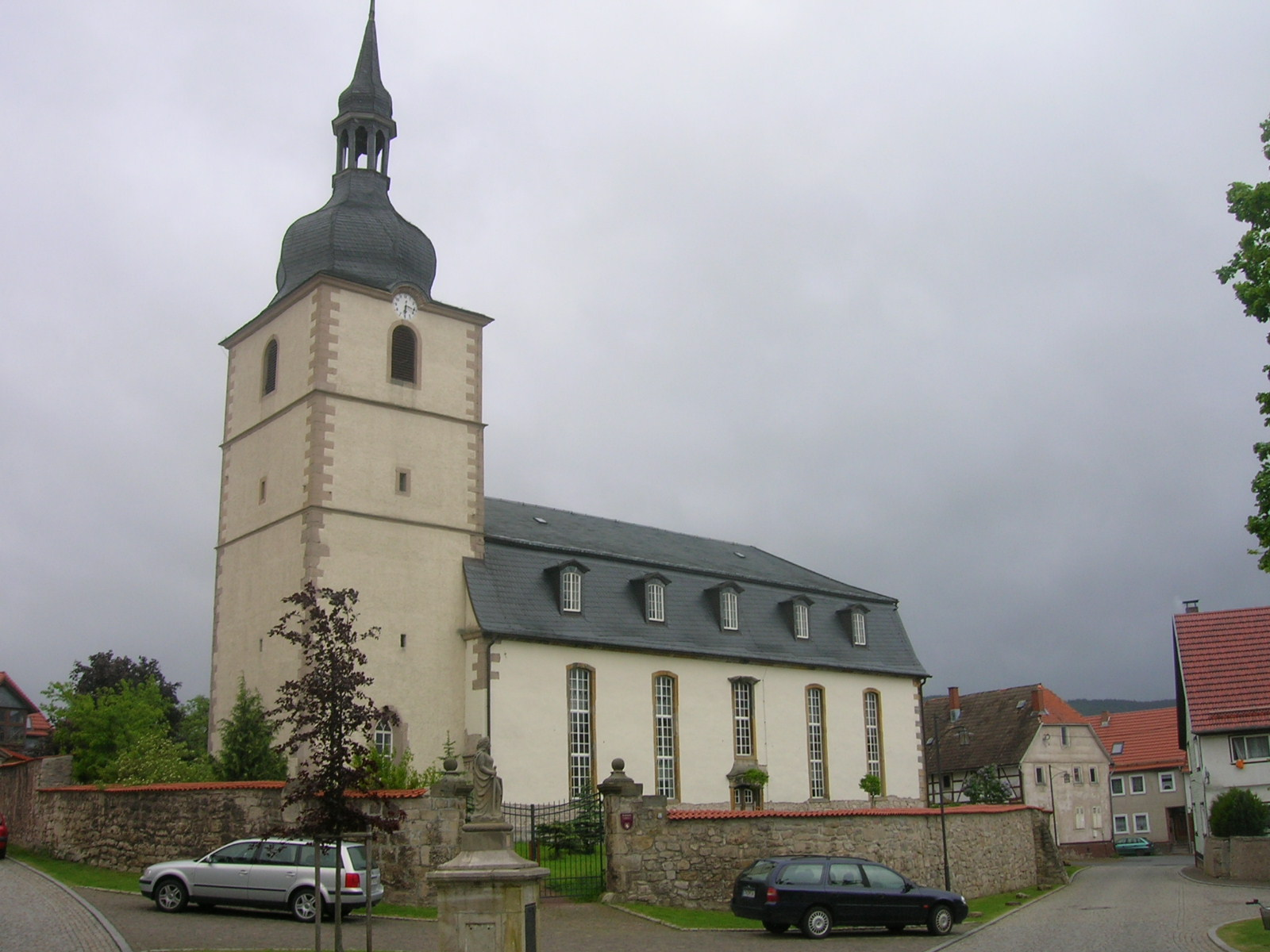
Церковь

- Жюнивиль (Франция)